# Meandro de Ordos

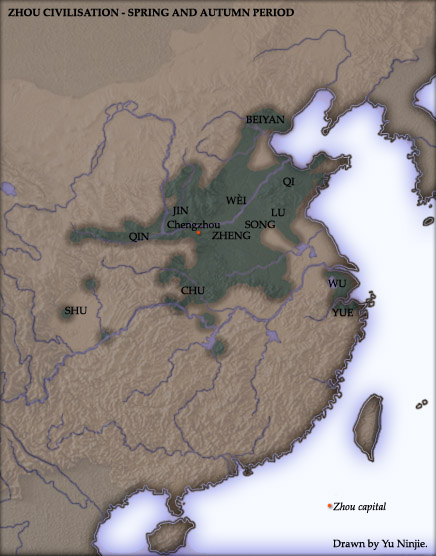
Área aproximada da civilização chinesa durante o período de Primaveras e Outonos. Note-se a extensão remontando o vale de Wei

O meandro de Ordos, ou plataforma ou curva de Ordos (chinês: 鄂尔多斯, pinyin: Èěrduōsī chinês: 鄂尔多斯, : ) é uma região da Ásia localizada ao oeste de Pequim, onde o rio Amarelo descreve um amplo meandro. O rio flui primeiro em direcção NNO, depois para o leste e depois para o sul, formando três lados de um retângulo irregular. O quarto lado, o lado sul, é formado pelo rio Wei que nasce perto do canto sudoeste e flui para leste até ao canto sudoeste. No sentido horário e partindo do vértice sudoeste, os lados desse retângulo têm cerca de 640, 320, 600, e 565 km. No vértice sudoeste, o rio Amarelo volta-se em direção oeste e abre caminho através das montanhas pelo passo de Hangu, até entrar na planície do norte da China..
A precipitação diminui rapidamente à medida que se avança para o norte, e isso explica a distribuição correpondente de população. O vale do rio Wei, no sul, é densamente povoado e é um dos antigos centros da civilização chinesa. O norte é uma região de pastoreios e desertos (deserto de Ordos) e faz parte da Mongólia Interior. A Grande Muralha da China passa aproximadamente através do centro, separando os nómadas do norte da região agrícola a sul. A região de Ordos propriamente dita é a zona situada ao norte da muralha. Ainda que esta área retangular seja óbvia num mapa, o norte e o sul são tão diferentes que a região não se pode dizer que tenha uma história comum.
Ao sul do vale do Wei estão as altas montanhas Qin, que o separam do vale do rio Han, um afluente do rio Yangtzé. Mais ao sul e um pouco ao oeste está a bacia de Sichuan. Ao oeste se encontram as montanhas Luliang que formam o lado oeste da meseta de Xanxim. Ao norte e noroeste encontram-se as pradarias da Mongólia Interior. O canto sudoeste funde-se na meseta tibetana.
Uma antiga tradição diz que o povo chinês entrou na China, descendo o rio Wei. Para o ano 1000 a. C. a civilização chinesa estava centrada no lado oeste da planície do norte da China, com uma extensão superando o vale de Wei e uma extensão ao norte até o rio Fen. O vale Inferior do Wei vale segue sendo ainda uma das zonas mais densamente povoadas da China. Os governantes estabelecidos no vale do Wei tinham uma vantagem já que as montanhas ao oeste eram uma fortificação natural e dispunham facilmente de cavalos de guerra nas pradarias do norte. A dinastia Zhou e a dinastia Chin começaram no vale do Wei. Xian, na parte inferior do vale, foi várias vezes a capital da China. Na dinastia Tang o centro económico da China já tinha-se deslocado para o vale do Yangze e a região de Wei voltou-se em parte dependente dos alimentos importados pelo Grande Canal da China.
Ao norte do vale do Wei está a meseta de Loes, com seus barrancos e casas gruta. É o loesse desta região o que faz que os sedimentos entulharem o rio Amarelo. Devido às escassas e variáveis precipitações, a região foi antigamente conhecida pela seca e as fomes. Por baixo da meseta de loess está uma das bacias carboníferas maiores da China. Ao norte e oeste da meseta de Loes as pradarias e o deserto pertencem, historicamente e culturalmente, à Mongólia.

## O curso de ambos os rios
No canto sudoeste, perto de onde o rio Amarelo emerge da meseta tibetana está Lanzhou, a cidade mais ocidental das grandes cidades do norte da China e capital da província de Gansu. Ao oeste de Lanzhou está Xining, desde onde partiam as caravanas (e agora a ferrovia Qinghai-Tibete) para Lassa. Ao norte de Xining o corredor de Hexi ou de Gansu desagua ao longo do limite norte da meseta tibetana. Este corredor e o vale de Wei foram a principal rota da Seda desde a própria China até à bacia do Tarim e ao oeste. Rio abaixo de Lanzhou, para o norte, há uma garganta através do condado de Gaolan e Baiyin. O rio emerge desde as montanhas e entra em Ningxia para perto de Zhongwei. Corre para o oeste com o deserto de Tengger, na Mongólia Interior, no norte, e colinas ao sul. Gira para norte através de terras secas até passar a represa de Qingtongxia, que irriga amplas zonas de regadio em torno da cidade de Wuzhong. Continua para norte para além de Yinchuan, a capital de Ningxia. Ao oeste estão as montanhas Helan. O rio deixa a ponta norte de Ningxia e entra pelo sul de Wuhai, fluindo através do deserto e entra numa grande área irrigada em Dengkou. No canto noroeste, as montanhas Lang forçam ao rio a girar para o oeste para perto de Linhe. Aqui há uma zona de regádio entre as montanhas e o rio e o deserto para o sudoeste. Cerca do centro da faixa setentrional está a grande cidade e a zona de regádio de Baotou. A principal estrada ao sul vai desde Baotou a Xian. A cerca de 110 km a nordeste da curva noroeste está Hohhot, a capital da Mongólia Interior. O rio gira para o sul, entrando na meseta de loess e formando uma garganta de ao menos 60 m por abaixo das colinas circundantes. Não há grandes cidades nesta região. Há uma represa aparentemente chamado Wanjia e outra mais ao sul e depois a catarata de Hukou do rio Amarelo, a segunda por volume maior da China. O rio sai da garganta para perto de Hancheng, recebe a rio Fen desde o oeste e a rio Wei desde o leste. Em sua união com o Wei, o rio Amarelo gira ao oeste para a planície do norte da China. Pode-se ir águas acima pelo vale do Wei, com as montanhas Qin com o Monte Hua no sul passado Weinan até Xi'an, a antiga capital da China e agora uma grande cidade. Ao oeste de Xian está Xinyang, a capital da dinastia Chin. O rio sai das montanhas ao oeste de Baoji. Há uma represa, o rio estreita-se e converte-se em amarelo e o caminho-de-ferro precisa muitas pontes e túneis até chegar a Tianshui. Águas acima diversos afluentes estendem-se na direção de Lanzhou.